# Наїра Зограбян
Наїра Ваганівна Зограбян (вірм. Նաիրա Զոհրաբյան, 8 травня 1965 р., м. Єреван) — депутат парламенту Вірменії, заступник голови комісії з питань науки, освіти, культури, молоді та спорту, голова комісії з питань європейської інтеграції, член делегації Вірменії у Парламентській асамблеї Ради Європи.

## Біографія
- 1987 — закінчила з відзнакою відділення театрознавства Єреванського художньо-театрального інституту.
- Закінчила дворічні курси міжнародної журналістики. Пройшла професійну перепідготовку в Московському інституті театрального мистецтва, в Московському державному інституті спілки кінематографістів, а також у провідних московських театрах.
- З 1992 — кореспондент у виданнях «Ар», «Аравот», «Айоц ашхар», «Айк».
- 1999—2006 — політичний оглядач газети «Айкакан жаманак».
- 2007 — автор-ведуча циклу політичних телепередач «Верелк» телекомпанії «Кентрон».
- Автор численних театрознавчих робіт, які друкувалися в місцевій та зарубіжній культурній періодиці.
- 12 травня 2007 обрана депутатом Національних зборів за пропорційною виборчою системою від партії «Баргавач Айастан» («Квітуча Вірменія»).
- 8 червня 2009 обрана головою Постійної комісії з питань європейської інтеграції Національних зборів Республіки Вірменія.
- Має доньку.